# Хосе Лімантур
Хосе Івес Лімантур Маркет (ісп. José Yves Limantour ісп. вимова: [xo'se ˈiβ(e)s limanˈtuɾ]; 26 грудня 1854, Мехіко, Мексика — 26 серпня 1935, Париж, Франція) — мексиканський політик, міністр фінансів Мексики від 1893 до 1911 року.

## Діяльність
Лімантур народився в родині французького підприємця. На посаді міністра Хосе Лімантур збільшив приплив іноземних інвестицій, підтримував вільну торгівлю, йому вдалося збалансувати бюджет, а потім до 1894 року досягти його профіциту. Однак, незважаючи на процвітання мексиканської економіки, широкі верстви населення зіткнулися зі зростанням цін на їжу.
Також Лімантур вважається лідером групи радників президента Порфіріо Діаса, відомих під назвою «сьєнтифікос». Ця група дотримувалася технократичних поглядів і підтримувала модернізацію країни. Хосе Лімантур очолив групу сьєнтифікос 1895 року після смерті Ромеро Рубіо — тестя Діаса.
Після революційного повстання 1910—1911 років Лімантур емігрував до Франції.